# 谢夫勒蒙
谢夫勒蒙（法語：Chèvremont，法語發音：[ʃɛvʁəmɔ̃]）是法国勃艮第-弗朗什-孔泰大区贝尔福地区省的一个市镇，位于该省中部，贝尔福市区以东，属于贝尔福区。

## 地理
谢夫勒蒙（47°37'44"N, 6°55'23"E）面积8.83 平方千米，位于法国勃艮第-弗朗什-孔泰大區贝尔福地区省，该省份为法国东北部内陆省份，东临上莱茵省，北起孚日省，西接上索恩省，南与杜省和瑞士接壤。
与谢夫勒蒙接壤的市镇（或旧市镇、城区）包括：贝松库尔、佩鲁斯、珀蒂克鲁瓦、韦兹卢瓦。

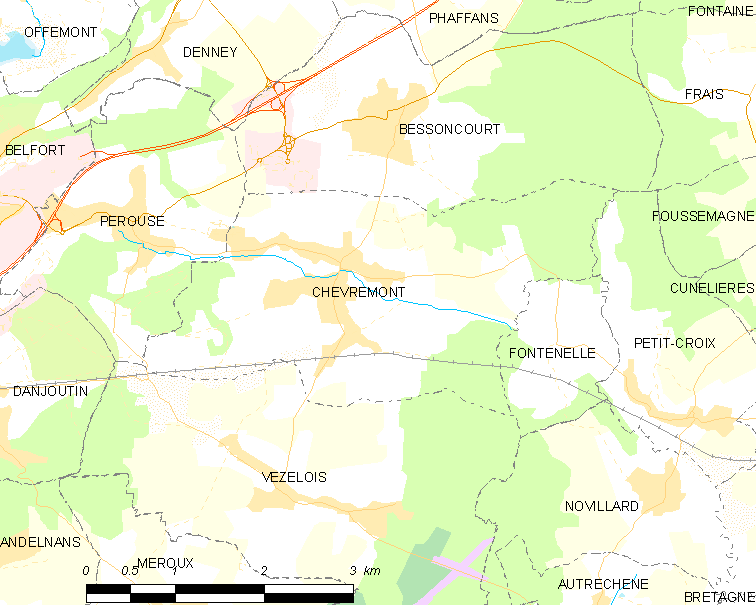
谢夫勒蒙的OSM定位图

谢夫勒蒙的时区为UTC+01:00、UTC+02:00（夏令时）。

## 行政
谢夫勒蒙的邮政编码为90340，INSEE市镇编码为90026。

## 政治
谢夫勒蒙所属的省级选区为沙特努瓦莱福日县。

## 人口

1962-2008年间谢夫勒蒙人口变化图示

谢夫勒蒙于2022年1月1日时的人口数量为1566人。